# Jean Rousseau (Belgisch muzikant)
Jean Rousseau (Lier, 10 februari 1950 - Liedekerke, 10 maart 2019) was een Belgisch muzikant.

## Levensloop
Rousseau maakte zijn muzikaal debuut met de band Hold Up in de jaren 70. In 1975 volgde zijn grootste muzikale succes met Evelyne, een nummer dat hij samen met Bert De Coninck opnam voor het album Enfant Terrible. Later volgden nog bescheiden successen met Bizjoe (met Sjarel van den Bergh) en Der Polizei. Met deze laatste band nam Rousseau in 1980 deel aan Humo's Rock Rally, maar moest er de duimen leggen voor The Machines.
In de jaren 80 richtte hij samen met Firmin Timmermans de LSP Band op, een vaste kern studiomuzikanten aangevuld met steeds wisselende (bekende) gastmuzikanten. De oorspronkelijke band bestond naast Timmermans en Rousseau uit onder andere Jan Hautekiet, Ivan Desouter en Eric Melaerts. Het was Rousseau die de naam van de band bedacht. Een verwijzing naar Leading Success People, een organisatie die zich bezighield met persoonlijkheidsvorming , die verdacht werd van brainwashing en later werd verboden. Daarnaast was Rousseau een van de bezielers van de Dijlefeesten. 
Eind jaren 80 maakte een hersentumor een einde aan zijn muziekcarrière en sinds 2009 was hij ten gevolge van een beroerte volledig verlamd. Sinds 2016 was hij woonachtig in het zorgcentrum De Valier te Liedekerke.

## Discografie

### Singles
- Hold Up - Telephone (Vogue, 1973)[3]
- Hold Up - Playin' my guitar (Vogue, 1973)[4]
- Hold-Up - Georgidino (Hold-Up Records, 1975)[5]
- Hold Up - A poor boy on suede shoes (Gnome Records, 1976)[6]
- Bizjoe - Rijden (EMI, 1979)[7]
- Bijoux - Weet je nog wel (Lark, 1980)[8]
- Der Polizei - Cia (Lark, 1980)[9]
- Der Polizei - Let's do the razzia (Killroy, 1983)[10]
- Der Polizei - Don't dance with me (BMC, 1983)[11]
- Der Polizei - Knock out (BMC, 1983)[12]

### Albums
- Bert De Coninck & Jean Rousseau - Enfant terrible (Parsifal, 1975)[13]
- Bizjoe - Parels voor de zwijnen (EMI, 1979)[14]